# Ayoma Baja
Ayoma Baja ist eine Ortschaft im Departamento Potosí im südamerikanischen Andenstaat Bolivien.

## Lage im Nahraum
Ayoma Baja ist der größte Ort des Kanton Vitichi im Municipio Vitichi in der Provinz Nor Chichas. Die Ortschaft liegt in einer Höhe von 2999 m an der Mündung der Quebrada Ichurata in den Río Ayoma, der flussabwärts in den Río Tumusla fließt.

## Geographie
Ayoma Baja liegt im südlichen Teil der kargen Hochebene des bolivianischen Altiplano. Das Klima ist wegen der Binnenlage kühl und trocken und durch ein typisches Tageszeitenklima gekennzeichnet, bei dem die Temperaturschwankungen zwischen Tag und Nacht in der Regel deutlich größer sind als die jahreszeitlichen Schwankungen.
Die Jahresdurchschnittstemperatur liegt bei 13 °C (siehe Klimadiagramm Vitichi) und schwankt nur unwesentlich zwischen 10 °C im Juni/Juli und gut 15 °C von November bis März. Der Jahresniederschlag beträgt nur etwa 400 mm, mit einer stark ausgeprägten Trockenzeit von April bis Oktober mit Monatsniederschlägen unter 20 mm, und einer Feuchtezeit von Dezember bis Februar mit etwa 80 mm Monatsniederschlag.

## Verkehrsnetz
Ayoma Baja liegt in einer Entfernung von 102 Straßenkilometern südöstlich von Potosí, der Hauptstadt des Departamentos.
Von Potosí aus führt die insgesamt 1215 Kilometer lange asphaltierte Nationalstraße Ruta 1 nach Süden über Cuchu Ingenio und Tres Cruces, vorbei an Villa Nueva und Ayoma Alta, und weiter nach Tarija und Bermejo an der argentinischen Grenze. Anderthalb Kilometer südöstlich der Puente Ayoma Alta zweigt eine unbefestigte Landstraße in südlicher Richtung von der Ruta 1 ab und erreicht nach acht Kilometern Ayoma Baja.

## Bevölkerung
Die Einwohnerzahl der Ortschaft ist in dem Jahrzehnt zwischen den beiden letzten Volkszählungen auf das Achtfache angestiegen:
| Jahr | Einwohner         | Quelle       |
| ---- | ----------------- | ------------ |
| 1992 | keine Detaildaten | Volkszählung |
| 2001 | 66                | Volkszählung |
| 2012 | 521               | Volkszählung |
| 2024 |                   | Volkszählung |

Die Region weist einen hohen Anteil an Quechua-Bevölkerung auf, im Municipio Vitichi sprechen 98,2 Prozent der Bevölkerung Quechua.